# Aphodius gibbus
Aphodius gibbus là một loài bọ cánh cứng trong họ Scarabaeidae. Loài này được Germar miêu tả khoa học năm 1817.